# Nationaal park Kolcheti
Het Nationaal park Kolcheti (Georgisch: კოლხეთის ეროვნული პარკი, Kolchetis erovnoeli parki) is een nationaal park gelegen in het westen van Georgië.
Het park ligt in een kustvlakte aan de Zwarte Zee tussen de mondingen van de Tikori en de Soepsa, verspreid over de gemeenten Zoegdidi, Chobi, Lantsjchoeti, Senaki en Abasja.
Het nationaal park beslaat 28.940 hectare, waarvan 15.742 hectare zee. Tot het nationale park behoort ook het Paliastomimeer. Sinds 2021 staat het park op de UNESCO-Werelderfgoedlijst.